# Tune-o-matic

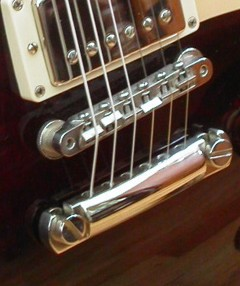
Ponte tune-o-matic di una Gibson Les Paul

Il tune-o-matic, a volte abbreviato in TOM, è un tipo di ponte per chitarra elettrica o chitarra elettroacustica, utilizzato in vari modelli di chitarra prodotti da svariate aziende, ma identificato di frequente con i modelli prodotti da Gibson, che lo introdusse nel 1954 per il modello di chitarra Gibson Les Paul. 
Si compone di due unità: stopbar/tailpiece, dove vengono inserite e bloccate le corde, e il tune-o-matic propriamente detto.    
Famoso per la sua stabilità e robustezza, contribuisce notevolmente al sustain dello strumento. Le sellette consentono la sola regolazione del diapason. L'altezza delle corde può essere regolata non singolarmente, ma solo per tutte le corde assieme su due assi. Ciò è possibile grazie a due viti poste ai lati del ponte, una per alzare o abbassare le corde dalla parte dei cantini, una per alzare o abbassare le corde dal lato dei bassi.